# Погорелово (Кубенский сельсовет)
Погорелово — деревня в Вологодском районе Вологодской области.
Входит в состав Кубенского сельского поселения, с точки зрения административно-территориального деления — в Кубенский сельсовет.
Расстояние по автодороге до районного центра Вологды — 32 км, до центра муниципального образования Кубенского — 2 км. Ближайшие населённые пункты — Бирючево, Окулово, Сумароково, Охлопково, Алёшино, Папино, Окишево, Погост Воскресенье, Деревенцево, Кубенское.
По переписи 2002 года население — 15 человек.